# NGC 354
NGC 354 est une galaxie spirale barrée située dans la constellation des Poissons. NGC 354 a été découverte par l'astronome français Édouard Stephan en 1881.

## Caractéristiques
Sa vitesse par rapport au fond diffus cosmologique est de 4 347 ± 23 km/s, ce qui correspond à une distance de Hubble de 64,1 ± 4,5 Mpc (∼209 millions d'al).
À ce jour, une douzaine de mesures non basées sur le décalage vers le rouge (redshift) donnent une distance de 40,658 ± 9,971 Mpc (∼133 millions d'al), ce qui est à l'extérieur des valeurs de la distance de Hubble. Notons que c'est avec la valeur moyenne des mesures indépendantes, lorsqu'elles existent, que la base de données NASA/IPAC calcule le diamètre d'une galaxie et qu'en conséquence le diamètre de NGC 354 pourrait être d'environ 18,7 kpc (∼61 000 al) si on utilisait la distance de Hubble pour le calculer.
NGC 354 présente une large raie HI et c'est une galaxie à sursaut de formation d'étoiles. NGC 354 est une galaxie dont le noyau brille dans le domaine de l'ultraviolet. Elle est inscrite dans le catalogue de Markarian sous la cote Mrk 353 (MK 353).